# 清水洋
清水 洋（しみず ひろし、1973年5月29日 - ）は、日本の経営学者。専門はイノベーション。学位は、Ph.D（経済史）。早稲田大学商学学術院教授。

## 人物
イノベーションを企業の戦略や組織構造、産業組織などの観点から歴史的に分析している。
『ジェネラル・パーパス・テクノロジーのイノベーション：半導体レーザーの技術進化の日米比較』において第59回の日経・経済図書文化賞、組織学会の第33回組織学会高宮賞を受賞。
2021年7月、イノベーション研究で最も権威ある賞の一つである国際シュンペーター学会のシュンペーター賞(Schumpeter Prize)を受賞した。日本人として青木昌彦以来2人目の受賞となった。

## 略歴
1973年、 神奈川県横浜市に生まれる。1997年に中央大学商学部卒業。1999年、一橋大学大学院商学研究科修士課程修了。博士課程在籍中にノースウェスタン大学歴史学研究科に留学。2002年、ノースウエスタン大学歴史学研究科修士課程修了。2004年から ロンドン・スクール・オブ・エコノミクスに留学し、2007年、Ph.Dを取得（経済史）。2007年、アイントホーフェン工科大学のポストドクトラルフェローを経て、2008年、 一橋大学イノベーション研究センター専任講師。2011年、一橋大学大学院商学研究科・イノベーション研究センター准教授、2017年、同教授、2018年一橋大学大学院経営管理研究科・イノベーション研究センター教授。2019年、 早稲田大学商学学術院教授。

## 受賞歴
- 第59回日経・経済図書文化賞（2016年）
- 第33回組織学会高宮賞（2017年）
- シュンペーター賞(Schumpeter Prize)（2021年）

## 著作
- 『オープン・イノベーションのマネジメント：高い経営成果を生む仕組みづくり』（米倉誠一郎と共編著）, 有斐閣、2015年
- 『ジェネラル・パーパス・テクノロジーのイノベーション：半導体レーザーの技術進化の日米比較』、有斐閣、2016年
- General Purpose Technology, Spin-Out, and Innovation: Technological Development of Laser Diodes in the United States and Japan, Springer, 2019.
- 『野生化するイノベーション―日本経済「失われた20年」を超える―』、新潮選書、2019年